# Kim So-eun
Dans ce nom coréen, le nom de famille, Kim, précède le nom personnel.
Kim So Eun ou Kim So-eun (coréen : 김소은) née le 6 septembre 1989, est une actrice et mannequin sud-coréenne. Elle a joué dans de nombreux dramas, notamment Empress Cheonchu (2009) et Sad Love Story (2005). So Eun se révèle au grand public en 2009 avec le rôle de Cho Ga-eul dans la série télévisée à succès Boys Over Flowers.

## Biographie[3],[4]
Elle commence sa carrière au cinéma en 2004 avec un petit rôle dans le film Two Guys, alors qu'elle est encore au collège. Après cela, So-eun apparaît dans de nombreux films, comme Fly, Daddy, Fly ou encore The Show Must Go On, mais elle commence à se faire connaitre plutôt à la télévision. Son rôle dans le drama Boys Over Flowers en 2009 la révèle au grand public ; Kim So Eun interprète le rôle de Chu Ga-eul, jeune fille folle amoureuse de Yi Jung (Kim Bum), et la meilleure amie de Geum Jan Di (Ku Hye Sun). À la suite de cette série, elle obtient la même année le rôle principal de Jeong Yoo Jin dans la série The Man Who Can't Get Married.
So Eun est en outre apparue dans plusieurs clip-vidéos, dont ceux du boys band SHINee et 8Eight, et également dans des publicités pour Clean & Clear et Pocari Sweat au Japon.
En 2009, elle est choisie pour être l'ambassadrice du 5e « International Youth Film Festival ».
Kim So-eun a fait ses études à la Chung-Ang University pour le théâtre et le cinéma, avec ses meilleurs amis, les acteurs Choi Woo Hyuk, Go Ara et Kim Bum.
En 2012, elle fait ses débuts d'actrice en Chine dans le drama Secret Angel, jouant Angel L.

## Filmographie
(mars 2023).

### Séries télévisées
| Année | Titre                           | Rôle                         | Chaîne               |
| ----- | ------------------------------- | ---------------------------- | -------------------- |
| 2005  | Sisters of the Sea              | Song Jung Hee jeune          | MBC                  |
| 2005  | Sad Love Story                  | Young Hae In                 | MBC                  |
| 2006  | Drama City                      | -                            | KBS                  |
| 2007  | Chosun Police (saison 1)        | Apparition dans l'épisode 9  | MBC                  |
| 2009  | Empress Cheonchu                | Empress Cheonchu jeune       | KBS                  |
| 2009  | Boys Over Flowers               | Chu Ga-eul                   | KBS2                 |
| 2009  | The Man Who Can't Get Married   | Jeong Yoo Jin                | KBS                  |
| 2010  | A Good Day For The Wind To Blow | Kwon Oh Bok                  | KBS2                 |
| 2011  | A Thousand Kisses               | Woo Joo Mi                   | MBC                  |
| 2012  | Secret Angel                    | Ange L                       | Sohu (drama chinois) |
| 2012  | Happy Ending                    | Kim Eun Ha                   | JTBC                 |
| 2012  | Horse Doctor                    | Princesse Suk-Hwi            | MBC                  |
| 2013  | After school bukbulbok          | Kim So Eun                   | Beijing TV           |
| 2014  | Liar Game                       | Nam Da Jung                  | TVN                  |
| 2015  | Scholar who walks the night     | Lee Myung-hee/Choi Hye-ryung | MBC                  |
| 2016  | Thumping Spike 2                | Han Da Won                   | MBC                  |
|       |                                 |                              |                      |

### Films
| Année | Titre               | Rôle       |
| ----- | ------------------- | ---------- |
| 2004  | Two Guys            | Petit rôle |
| 2006  | Family Matters      | Apparition |
| 2006  | Fly, Daddy, Fly     | Dami       |
| 2007  | The Show Must Go On | Apparition |

## Clip-vidéos
| Année | Titre de la chanson | Chanteur(s) | Avec                                    |
| ----- | ------------------- | ----------- | --------------------------------------- |
| 2009  | Bodyguard           | SHINee      | Kim Bum et Boom                         |
| 2009  | Goodbye My Love     | 8Eight      | Jinwoon du groupe 2AM et Jung Gyeo-woon |
| 2009  | Bye Bye Bye         | Monday Kiz  | Monday Kiz                              |

## Récompenses et nominations
| Année | Cérémonies                     | Récompenses                                          | Résultats  |
| ----- | ------------------------------ | ---------------------------------------------------- | ---------- |
| 2009  | Mnet 20's Choice Awards        | « Nouvelle star très chaude »                        | Nomination |
| 2009  | KBS Drama Awards               | « Female Rookie Award »                              | Lauréat    |
| 2009  | Arirang TV 1000th Episode Poll | « Meilleur couple avec Kim Bum » (Boys Over Flowers) | Lauréat    |
| 2010  | DienAnh.Net Movie Awards (DMA) | « Couple favori avec Kim Bum » (Boys Over Flowers)   | Lauréat    |
| 2010  | KBS Drama Awards               | « Meilleure actrice »                                | Nomination |